# Bildungseinrichtung
Eine Bildungseinrichtung (auch Bildungsinstitution) stellt eine Einrichtung dar, die entweder einer staatlichen oder kommunalen Verordnung folgend einen originären Bildungsauftrag besitzt oder der ein indirekter Bildungsauftrag zugesprochen wird. Bildungsinstitutionen sind entweder im Bereich der öffentlichen Bildung zu finden oder aber in freier Trägerschaft, wobei besonders Kommunen auch freie Träger mit öffentlichen Bildungsaufgaben betrauen.
In den letzten Jahren hat die Kooperation von Bildungseinrichtungen untereinander stark zugenommen, doch auch ihre internationale Vernetzung (→ Bildungsnetzwerk).

## Öffentliche Bildungseinrichtungen
Zu den öffentlichen Bildungseinrichtungen mit direkten Bildungsauftrag zählen:
- Kindergarten

Zu den öffentlichen Bildungsinstitutionen bzw. mit direkten Bildungsauftrag zählen:
- Schule (Grundschule, Förderschule, Hauptschule, Realschule, Gymnasium, Fachschule)
- Institutionen des Tertiären Bildungsbereichs, Hochschulen (Berufsakademie, Verwaltungs- und Wirtschaftsakademie, Fachakademie bzw. Fachschule)
- Hochschule (Universität, Fachhochschule, Duale Hochschule, Pädagogische Hochschule, Musikhochschule, Sporthochschule)
- Institutionen der Erwachsenenbildung (z. B. Volkshochschule, Heimvolkshochschule)
- Arbeit und Leben

Einen indirekten Bildungsauftrag besitzen nachfolgende öffentliche Bildungseinrichtungen:
- Museum
- Bibliothek
- Dokumentationszentrum

## Bildungseinrichtungen in nicht öffentlicher Trägerschaft
Daneben existiert eine Vielzahl von Bildungsinstitutionen in nicht öffentlicher Trägerschaft. Der Träger einer solchen Einrichtung kann beispielsweise ein Unternehmen, ein Interessenverband, ein Verein oder auch eine einzelne Person sein. Viele Angebote dieser Einrichtungen sind in der Regel öffentlich und für jeden Interessenten zugänglich. Beispiele:
- Akademien von Parteien, Kirchen (z. B. Evangelisches Bildungswerk, Katholisches Bildungswerk (Katholisches Kreisbildungswerk Freising o. ä.)), Gewerkschaften (DGB Bildungswerk), Wirtschaftsverbänden
- Selbsthilfegruppen
- Private Museen und Sammlungen
- Jugendfarmen und Aktivspielplätze
- Internatsschulen

## Weitere Formen von Bildungseinrichtungen
Bisweilen sind Bildungsinstitutionen auch integrierter Teil anderer Organisationen und in deren Organisationsprozessen als Teil einer Aus-, Fort- oder Weiterbildung vorgesehen. Dazu zählen beispielsweise Abteilungen zur Aus- und Weiterbildung, zum Wissensmanagement, zum Innovationsmanagement.
Bildungsinstitutionen konstituieren oft als Netzwerkorganisation, d. h. mehrere Projektpartner bringen Ressourcen und Personal in eine eigene, neue Organisation ein, die als Kompetenzzentrum Bildungsdienstleistungen anbietet oder solche koordinierte. Beispiel hierfür:
- Expertennetzwerke
- Projekte zum regionalen Bildungsmarketing („Lernende Region“)

## Private Bildungskonzerne
Der Bildungsbereich wird zunehmend von privaten Bildungskonzernen entdeckt.

## Internet
Es gibt national und international Bildungseinrichtungen, die online besucht werden und zu allgemeinen national oder international anerkannten Abschlüssen führen.